# Karel August van Baden-Durlach
Karel August Johannes Reinhard van Baden-Durlach (Durlach, 14 november 1712 - aldaar, 30 september 1786) was van 1738 tot 1746 regent van het markgraafschap Baden-Durlach. Hij behoorde tot het huis Baden.

## Levensloop
Karel August was de zoon van prins Christoffel van Baden-Durlach, tweede zoon van markgraaf Frederik VII van Baden-Durlach, en Maria Christina Felicitas van Leiningen-Dagsburg-Falkenburg Heidesheim, dochter van graaf Karel August van Leiningen-Dagsburg-Falkenburg-Heidesheim. Hij werd opgevoed aan het hof van zijn oom, markgraaf Karel III Willem van Baden-Durlach, en studeerde vervolgens vier jaar in Lausanne.
Na de dood van zijn oom in 1738 werd hij regent in naam van zijn minderjarige neef in de tweede graad Karel Frederik en bestuurde hij in naam van Karel Frederik het markgraafschap Baden-Durlach. Als regent resideerde Karel August in het kasteel Karlsburg in Durlach en verhuisde hij niet naar het paleis van Karlsruhe, waar Karel III Willem in 1718 zijn residentie naartoe verhuisd had.
De regeringszaken liet Karel August over aan hofraadvoorzitter Friedrich Johann Emil von Ühkühl. Een groot succes van het regentschap van Karel August was het in 1741 afgesloten akkoord met Maria Theresia van Oostenrijk, waarin deze laatste afzag van alle hoogheid- en leenafspraken van Oostenrijk op het landgraafschap Sausenberg, de heerlijkheid Rötteln en de heerlijkheid Badenweiler. Ook kwam Karel August in 1740 tot een akkoord met keurvorst Karel III Filips van de Palts waarin die afzag van de rechten van de Palts op de steden Pforzheim, Stein en Graben. Op 22 november 1746 nam Karel August ontslag als regent van Baden-Durlach nadat Karel Frederik door keizer Frans I Stefan officieel volwassen werd verklaard.
Karel August volgde ook een militaire loopbaan. In 1735 werd hij gepromoveerd tot generaal-veldwachtmeester, in 1742 werd hij generaal-veldmaarschalk-luitenant en in 1760 werd hij rijksgeneraal-veldmaarschalk. Van 1749 tot 1752 was hij ook oppercommandant van het legerkorps van Württemberg. Bovendien nam hij deel aan de Zevenjarige Oorlog, waarbij hij tijdens de Slag bij Roßbach een korps van het rijksleger aanvoerde.

## Huwelijk en nakomelingen
Karel August ging met ene Juliane Schmid een morganatisch huwelijk aan. Ze kregen volgende kinderen, die allemaal de naam "von Ehrenberg" kregen:
- Christoffel August (1773-1839)
- August (1776-1813), stierf tijdens de veldtocht van Napoleon naar Rusland.
- Wilhelmina (1780-1854), huwde in 1804 met kolonel Ludwig von Cancrin
- Karel Ernst Lodewijk (1783-1817), huwde in 1809 met barones Frederika Christina Eleonora van Massenbach
- Lodewijk Frederik (overleden in 1786)
- Carolina Augusta (geboren in 1781)
- Catharina Ludovica (1785-1806)